# Enrique Mateos Mancebo
Enrique Mateos Mancebo (Madrid, 15 de juliol de 1934 - Sevilla, 6 de juliol de 2001) va ser un futbolista madrileny que va jugar al Reial Madrid CF, Sevilla FC i Reial Betis entre altres equips. Destacava per una gran habilitat regatejant els defenses rivals.
Va jugar com a titular la final de la Copa d'Europa de 1957, que el Madrid va guanyar 2-0 contra l'ACF Fiorentina, la segona victòria consecutiva dels madrilenys en aquesta competició. També va jugar com a titular, i va marcar el primer gol del partit, a la final de la Copa d'Europa de 1959, que el Reial Madrid va guanyar contra l'Stade de Reims al Neckarstadion de Stuttgart, i que suposà la quarta Copa d'Europa consecutiva per als blancs.